# MV Explorer
Az MV Explorer libériai zászló alatt közlekedő, a maga típusában egyedülálló jégtörő és üdülőhajó volt, az első ilyen jármű, melyet kifejezetten arra terveztek, hogy a Déli-óceánon (hivatalosan az Atlanti-óceán legdélebbi területén), az Antarktisz partjainál szállítson utasokat. Emellett ez az első utasszállító, ami ebben a térségben süllyedt el, miután balesetet szenvedett 2007. november 23-án.
A hajót egy svéd sarkkutató és vállalkozó megbízásából építették 1969-ben. Eredetileg az MS Lindblad Explorer (1985-ig) és az MS Society Explorer (1992-ig) neveket viselte. Tulajdonosi köre többször megváltozott, az utolsó tulajdonos a torontói székhelyű GAP Adventures utazási iroda volt.

## Története
A Lindblad Explorer-t Lars-Eric Lindblad megrendelésére építették. Lindblad egy svéd sarkkutató és vállalkozó, aki számos expedíciót vezetett már a Déli-sarkra, és az Antarktika további részeire is. Az építkezés Uusikaupunki-ban kezdődött, Finnországban, az Uudenkaupungin Telakka hajógyárban. A hajótestet úgy építették meg, mint egy jégtörő hajóét, hogy akár jégmezőkön is sértetlenül áthaladhasson. 1972 februárjában a hajó zátonyra futott a Plaza Point közelében, utasait, köztük a tulajdonost, a chilei haditengerészet hajói mentették meg. A Lindblad Explorer-t Argentínában és Norvégiában javították meg. 1979-ben ismét balesetet szenvedett, ezúttal a Wiecke-szigetnél. 
1984-ben az Explorer lett az első utasszállító hajó, ami áthaladt az északnyugati átjárón, 1989-ben pedig egy argentin teherhajó balesetekor mentési feladatokat látott el. Szintén ez lett az első hajó, ami megkerülte a James Ross-szigetet. A hajó megjelent két postabélyegen is, az egyiket a Déli-Georgia és Déli-Sandwich-szigeteken, a másikat a Falkland-szigeteken adták ki.

### Elsüllyedése

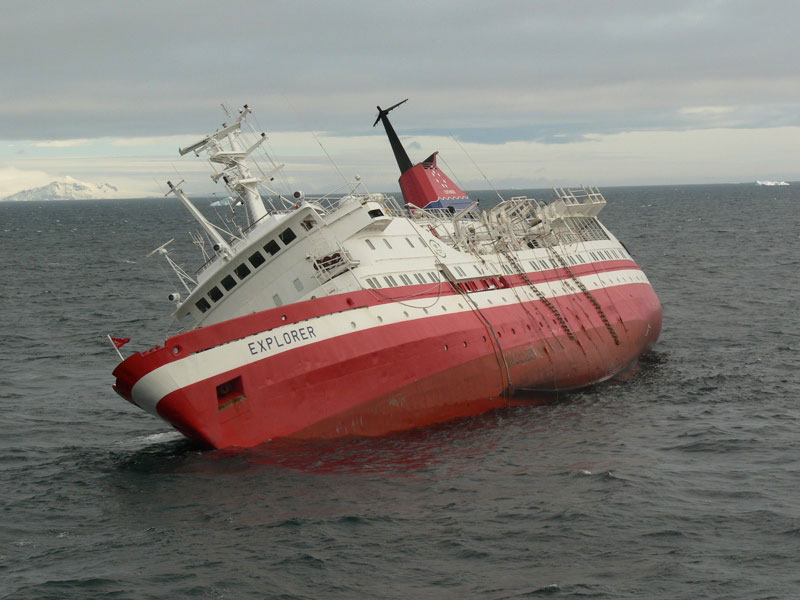
A süllyedő Explorer

Az Explorer 2007. november 11-én indult el az argentínai Ushuaiából egy 19 napos körutazásra, amelynek célja a 20. századi brit felfedező, Ernest Shackleton útjának megismétlése volt a Drake-átjárón keresztül, ahol általában nagyon erős viharok vannak, bár akkor az időjárás nyugodt volt. A fedélzeten 91 utas, 9 idegenvezető, valamint 54 főnyi személyzet tartózkodott. Az üdülőhajó útközben kikötött Dél-Georgián és a Falkland-szigeteken is, majd visszafelé vette az irányt. November 23-án éjszaka, a Bransfield-szoroson, a György király-sziget közelében a hajó egy többéves jégből (multi-year ice) álló jégmezőn haladt át, amely legalább 3,6 méteren fölsértette a test jobb oldalát. Egyes utasok erőteljes ütközésről számoltak be, míg mások csupán enyhe roppanásokat hallottak. Az Explorer éjjel 04:24-kor adta le az első segélykérő üzenetét (mayday), amelyet az argentin és a chilei parti őrség is észlelt. Mentőhajóik 10:00-ra értek a baleset helyszínére, az utasokat addig a mentőcsónakokba menekítették. A turistákat a hajók a György király-szigetre szállították, ahonnan helikopterekkel tértek vissza Argentínába. A kiürített hajó aznap délután elsüllyedt. A balesetnek halálos áldozata nincs.

## Fordítás
- Ez a szócikk részben vagy egészben  a   MV Explorer (1969) című angol Wikipédia-szócikk ezen változatának fordításán alapul.  Az eredeti cikk szerkesztőit annak laptörténete sorolja fel. Ez a jelzés csupán a megfogalmazás eredetét és a szerzői jogokat jelzi, nem szolgál a cikkben szereplő információk forrásmegjelöléseként.